# Fleur Mellor
Fleur Mellor   (Sydney, 13 de juliol de 1936), posteriorment de casada Wenham, és una atleta australiana, ja retirada, especialista en curses de velocitat, que va competir durant la dècada de 1950.
El 1956 va prendre part en els Jocs Olímpics d'Estiu de Melbourne on, formant equip amb Shirley Strickland, Norma Croker i Betty Cuthbert, va guanyar la medalla d'or en els 4x100 metres del programa d'atletisme. En aquesta cursa va establir dos rècords del món.
A nivell nacional va guanyar dos campionats del 4x100 metres, el 1956 i el 1958. Es retirà el 1958, després de no ser escollida per participar en els Jocs de la Commonwealth d'aquell any.

## Millors marques
- 100 metres. 11,9" (1956)[1]